# ビュート伯爵内閣

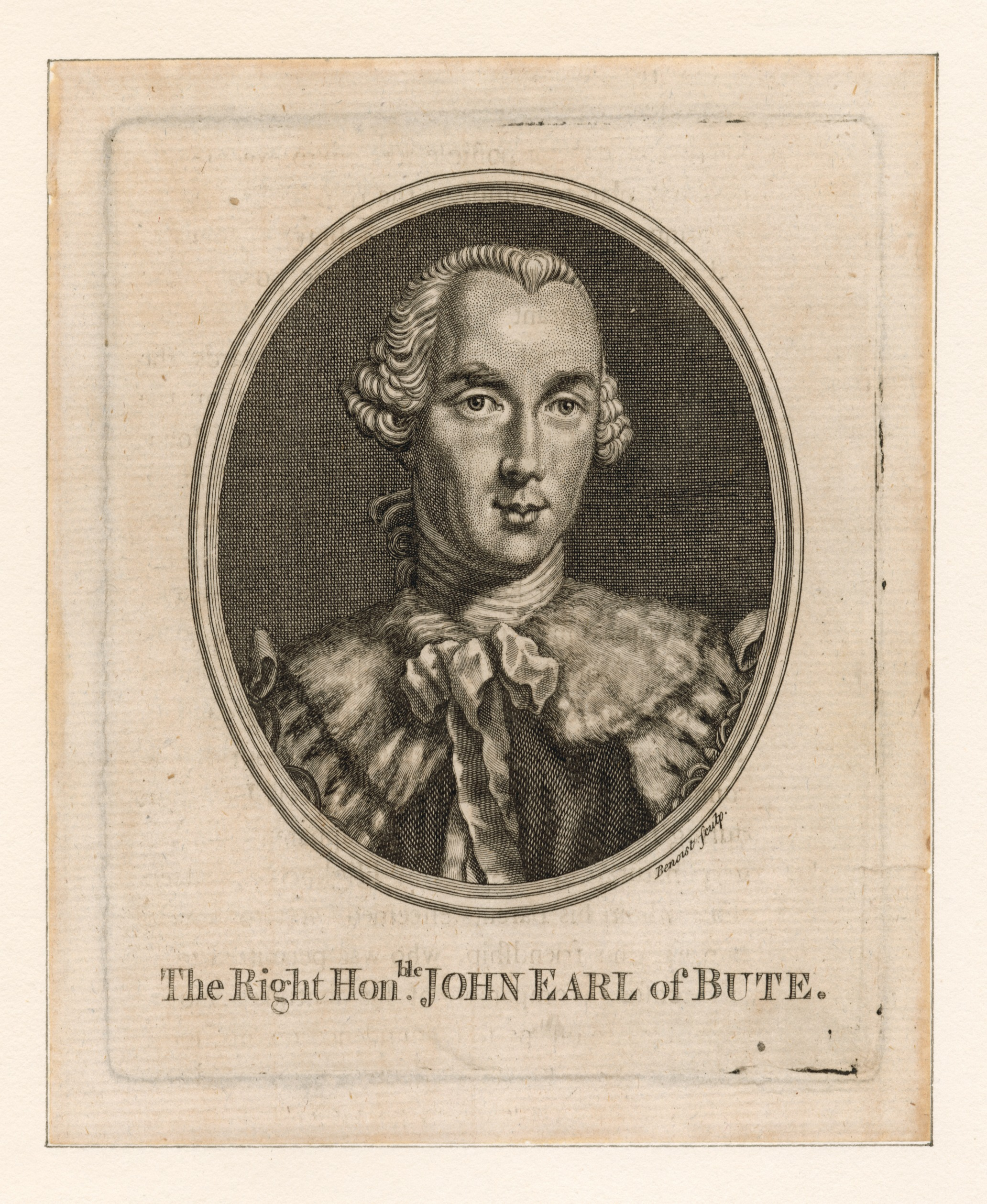
第3代ビュート伯爵

ビュート伯爵内閣（英語: Bute ministry）は、1762年から1763年までのグレートブリテン王国の内閣。首相は第3代ビュート伯爵。七年戦争の講和条約であるパリ条約の締結に成功したが、勝利したにもかかわらず講和の条件が寛大すぎると見られ、著しい不人気になり、結局辞任を余儀なくされた。ビュート伯爵内閣の閣僚はその後継であるグレンヴィル内閣とほとんど同じであったが、これはイギリス王ジョージ3世がビュート伯を信任していたが彼を留任させられなかったことによる。

## 閣僚
| 役職                      | 肖像 | 名前                   | 在任            |
| ------------------------- | ---- | ---------------------- | --------------- |
| 第一大蔵卿 貴族院院内総務 |      | ビュート伯爵           | 1762年 - 1763年 |
| 財務大臣                  |      | ル・ディスペンサー男爵 | 1762年 - 1763年 |
| 南部担当国務大臣          |      | イグリモント伯爵       | 1762年 - 1763年 |
| 北部担当国務大臣          |      | ジョージ・グレンヴィル | 1762年          |
| 北部担当国務大臣          |      | ハリファックス伯爵     | 1762年 - 1763年 |
| 大法官                    |      | ノーティントン伯爵     | 1762年 - 1763年 |
| 枢密院議長                |      | グランヴィル伯爵       | 1762年 - 1763年 |
| 枢密院議長                |      | ベッドフォード公爵     | 1763年          |
| 王璽尚書                  |      | ベッドフォード公爵     | 1762年 - 1763年 |
| 海軍大臣                  |      | ハリファックス伯爵     | 1762年          |
| 海軍大臣                  |      | ジョージ・グレンヴィル | 1762年 - 1763年 |
| 補給庁長官                |      | リゴニア子爵           | 1762年 - 1763年 |
| 陸軍支払長官              |      | ヘンリー・フォックス   | 1762年 - 1763年 |
| 宮内長官                  |      | デヴォンシャー公爵     | 1762年          |
| 宮内長官                  |      | マールバラ公爵         | 1762年 - 1763年 |